# Kseromorfizm

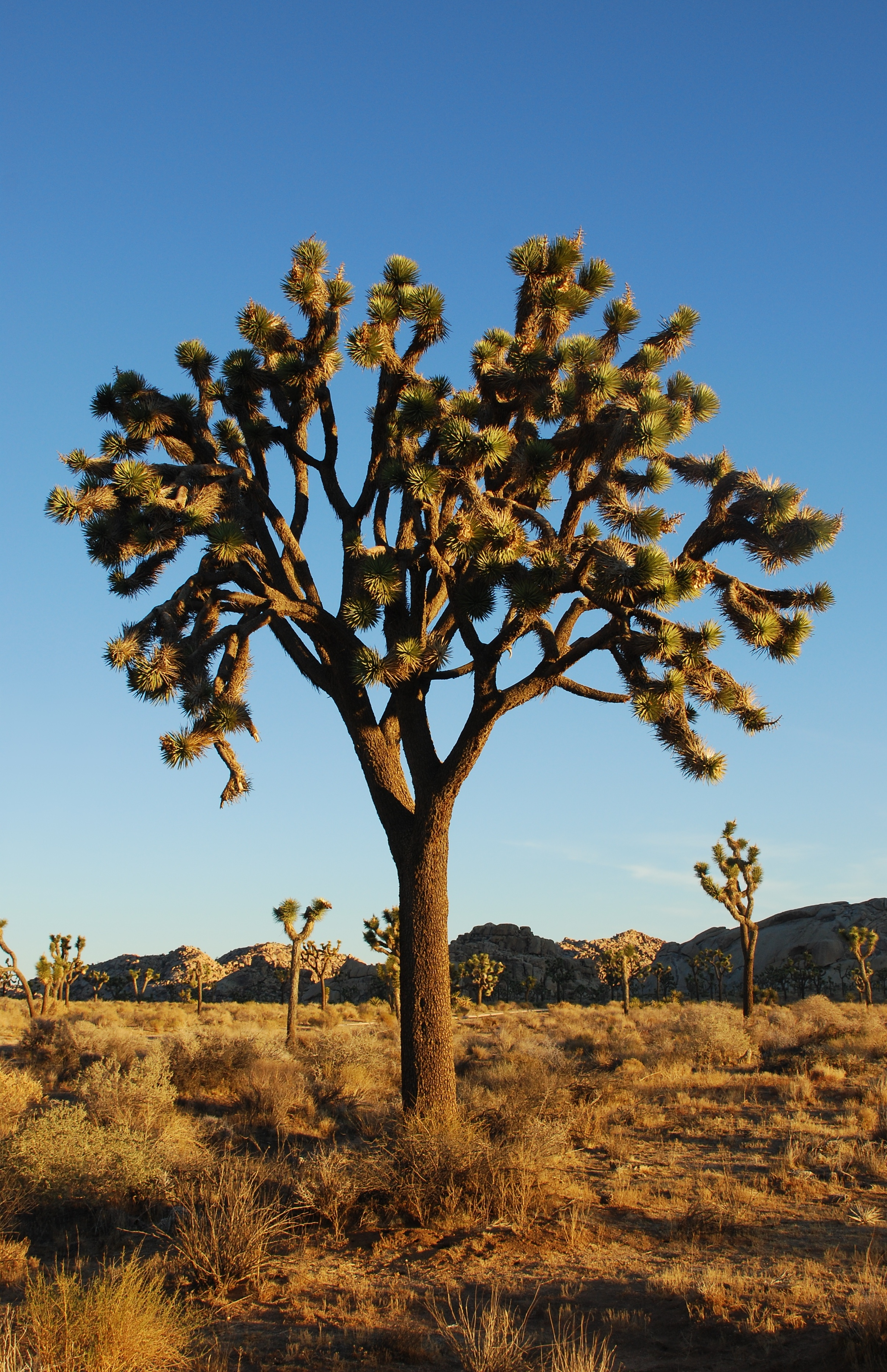
Yucca brevifolia ma budowę pozwalającą przetrwać w warunkach niedoboru wody

Kseromorfizm (gr. kserós - suchy + morphé - postać, kształt ciała) – ogół zmian morfologicznych i anatomicznych przystosowujących organizm do życia w warunkach suszy lub niskiej wilgotności.
Do indukcji zmian związanych z kseromorfizmem dochodzi pod wpływem dłuższego niedoboru wody. Efektem braku wody są zmiany o charakterze morfologicznym i anatomicznym. W roślinie zwiększa się ilość sklerenchymy oraz drewna. Na liściach pojawiają się włoski. Wzrost pędu jest ograniczony a intensywnie rozrastają się korzenie. Formą kseromorfizmu jest też wykształcenie cierni. U mezofitów kseromorfizm jest potęgowany w warunkach niedoboru azotu.
Wyróżnione są dwa typu roślin o budowie kseromorficznej. Są to sklerofity i sukulenty.
Rośliny kseromorficzne to kserofity.